# Faxinal dos Guedes
Faxinal dos Guedes è un comune situato nella parte occidentale dello stato di Santa Catarina, nella regione meridionale del Brasile. La sua popolazione, secondo il censiamento del 2022, era di 11 192 abitanti. Con una superficie di 340070 km², parte del suo territorio si trova sul bordo occidentale di un cratere meteoritico, il Domo de Vargeão.
É una delle citá con la più alta altitudine nello stato di Santa Catarina, con la sua area urbana che raggiunge picchi che raggiungono i 1005m. Per questo motivo porta il titolo di Capitale dei Venti. Si trova nella regione Geografica Immediata di Xanxerê e nella Regione Geografica Intermediaria di Chapecó. Si trova nella zona di espansione della Regione Metropolitana di Chapecó e ad una distanza di 495 km dalla capitale catarinana Florianópolis.
Con un alto indice di sviluppo umano, la città si distingue neel panorama nazionale per essere I'unica in tutta la regione meridionale del Brasile a siporre di servizi igienico-snitari di base che servono il 100% dell'area urbana.
La sua economia é basata sull'industria, con enfasi sulla produzione di carta e imballaggi, e sul settore agricolo, con enfasi sulla produzione di mais e soia.

## Faxinalenses illustri
Teori Zavascki, ministro della Corte Suprema Federale del Brasile.